# تیت‌کوین
تیت‌کوین (نماد: TIT) یک ارز دیجیتال است که در سال ۲۰۱۴ راه اندازی. تیت‌کوین از کد منبع بیت کوین مشتق شده‌است، با تغییراتی برای بهبود سرعت و کارایی تراکنش. تیت‌کوین برای صنعت سرگرمی بزرگسالان در نظر گرفته شده‌است تا به کاربران این امکان را بدهد که برای محصولات و خدمات بزرگسالان بدون ترس از ظاهر شدن سابقه پرداخت مجرمانه روی کارت‌های اعتباری عملیات پرداخت انجام دهند.
در سال ۲۰۱۵، Titcoin دو نامزدی در جوایز XBIZ 2015 دریافت کرد.

## تاریخ
تیت‌کوین توسط ادوارد منسفیلد، ریچارد آلن و یک فرد دیگر راه اندازی شد. بنیانگذاران تیت‌کوین را برای صنعت سرگرمی بزرگسالان به عنوان یک سیستم پرداخت جایگزین نقدی برای انجام تراکنش‌های ناشناس توسعه دادند.
در ۲۱ ژوئن ۲۰۱۴، کیف پول و کد منبع ارز دیجیتال تیت‌کوین با راه اندازی نرم‌افزاری اولیه برای جامعه ارزهای دیجیتال و سپس راه اندازی برای عموم منتشر شد.
در سپتامبر ۲۰۱۴، پاتریک مک دانل به عنوان مشاور توسعه کسب و کار به تیم توسعه تیت‌کوین پیوست.
در ۲۹ می ۲۰۱۷، تیت‌کوین و ویژگی‌های آن توسط استودیوی بازی سازی بزرگسالان Joy-Toilet خریداری شد.
در ۵ سپتامبر ۲۰۱۸، تیت‌کوین و دارایی‌های آن توسط توسعه دهندگان تی‌تی‌کوین خریداری شد.